# Спартанец
„Спартанец“ (на английски: Spartan) е щатски екшън трилър от 2004 г. на режисьора Дейвид Мамет. Във филма участват Вал Килмър, Дерек Люк, Тия Тексада, Ед О'Нийл, Уилям Мейси и Кристен Бел. Пуснат е по кината в Съединените щати и Канада на 12 март 2004 г.